# La vida invisible de Eurídice Gusmão
La vida invisible de Eurídice Gusmão ( portugués : A Vida Invisível de Eurídice Gusmão ) es una película dramática coproducida internacionalmente de 2019, dirigida por Karim Aïnouz basada en la novela del mismo nombre de 2016 de Martha Batalha. Se basa en la historia de dos hermanas que se extiende desde 1940 hasta 1970 en Río de Janeiro. Una crítica sobre cómo los hombres tratan a las mujeres.
La película se estrenó en el Festival de Cannes. El 20 de agosto de 2019, Amazon Studios adquirió los derechos norteamericanos de la película.

## Sinopsis
Basada en los años cincuenta, Eurídice, de 18 años, y Guida, de 20, son dos hermanas inseparables que viven en casa con sus conservadores padres. Aunque inmersas en una vida tradicional, cada una alimenta un sueño: Eurídice el de convertirse en una pianista de renombre, Guida el de encontrar el amor verdadero. En un giro dramático, son separadas por su padre y obligadas a vivir en lugares distintos. Tendrán que tomar así el control de sus propios destinos, sin perder la esperanza de volver a encontrarse.

## Reparto
- Carol Duarte como Eurídice Gusmão
- Julia Stockler como Guida Gusmão
- Gregorio Duvivier como Antenor
- Bárbara Santos como Filomena
- Flávia Gusmão como Ana Gusmão
- Maria Manoella como Zélia
- Antônio Fonseca como Manuel Gusmão
- Cristina Pereira como Cecília
- Gillray Coutinho como Afonso
- Fernanda Montenegro como Eurídice Gusmão en la actualidad